# Saint-Amant-de-Boixe
Saint-Amant-de-Boixe é uma comuna francesa na região administrativa da Nova Aquitânia, no departamento de Charente. Estende-se por uma área de 22,39 km². Em 2010 a comuna tinha 1 371 habitantes (densidade: 61,2 hab./km²).